# Renault Mégane E-Tech
De Renault Mégane E-Tech is een elektrische auto gemaakt door autoproducent Renault uit Frankrijk, verkrijgbaar in bijvoorbeeld Nederland sinds 2022.

## Specificaties
Gegevens van de '2022 EV40 130hp'-uitvoering.

### Vervoer
De auto biedt 5 zitplaatsen, waarvan 3 geschikt zijn voor Isofix-kinderzitjes. Er is standaard 440 liter kofferbakruimte, die uitgebreid kan worden tot maximaal 1332 liter. Verder is de auto voorzien van een trekhaak, waarmee maximaal 500 kg ongeremd en 500 kg geremd getrokken mag worden. De maximale verticale kogeldruk is 75 kg.

### Accu
De auto heeft een 40 kWh grote tractiebatterij waarvan 40 kWh bruikbaar is. Dit resulteert in een WLTP-gemeten actieradius van 300 km, wat neerkomt op 250 km in de praktijk. De accu is actief gekoeld en wordt geproduceerd door LG Chem. Het gehele accupakket weegt ongeveer 290 kg.

### Opladen
De accu van de auto kan standaard worden opgeladen via een Type 2-connector met laadvermogen van 22 kW door gebruik van 3-fase 32 ampère, waarmee de auto in 2,25 uur van 0 % naar 100 % geladen kan worden. Bij gebruik van een snellader met een CCS-aansluiting kan een laadsnelheid van maximaal 85 kW worden bereikt, waarmee de auto in minimaal 29 minuten van 10 % naar 80 % geladen kan worden, wat neerkomt op een snellaadsnelheid van 360 km/u.

### Prestaties
De elektronische aandrijflijn van de auto kan 96 kW of 131 pk aan vermogen leveren, waarmee de auto met 250 Nm koppel in 10 seconden kan optrekken van 0 naar 100 km/u. De maximale snelheid die bereikt kan worden is ongeveer 150 km/u.

## Galerij

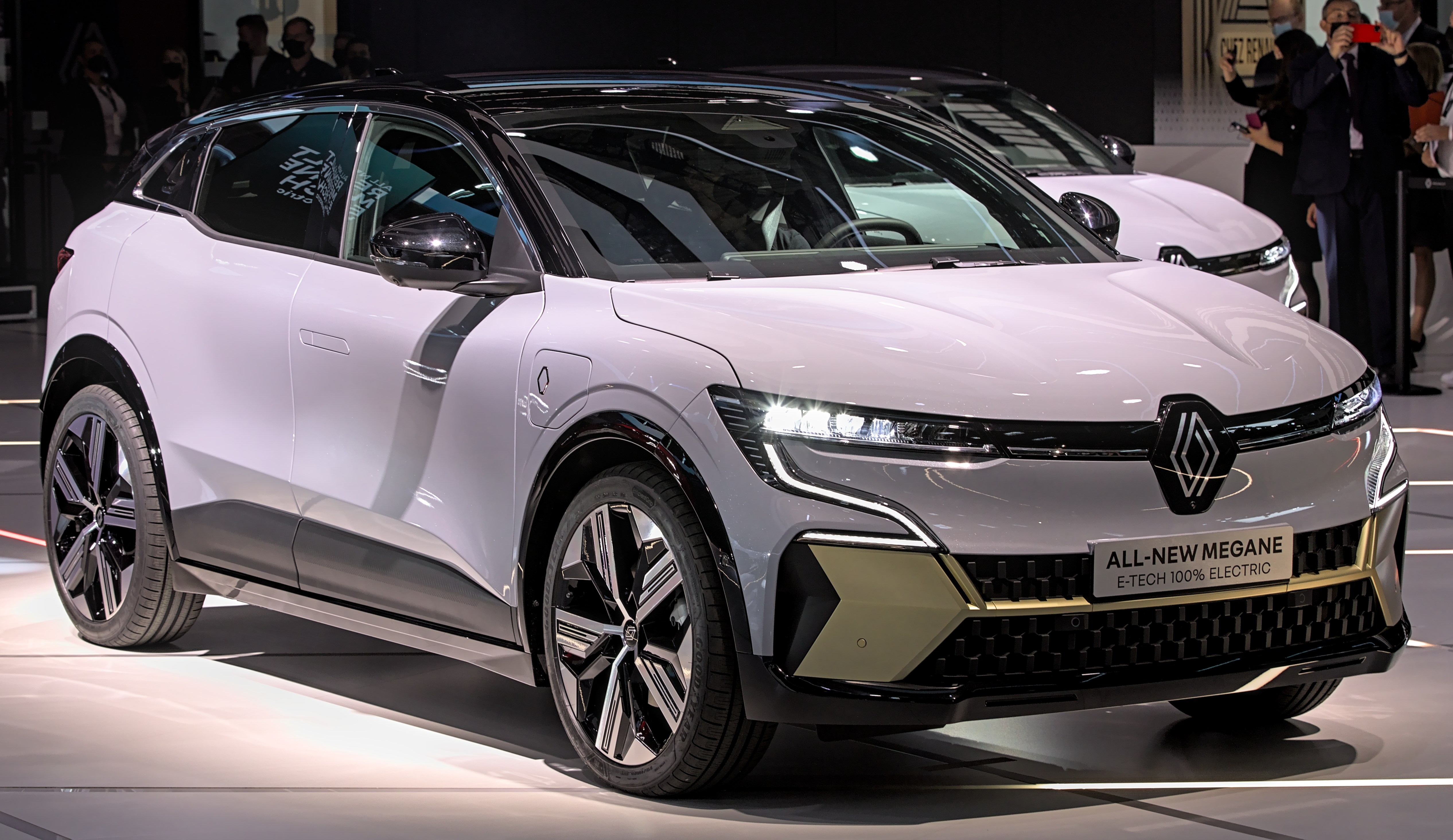
Een witte Mégane (IAA 2021)
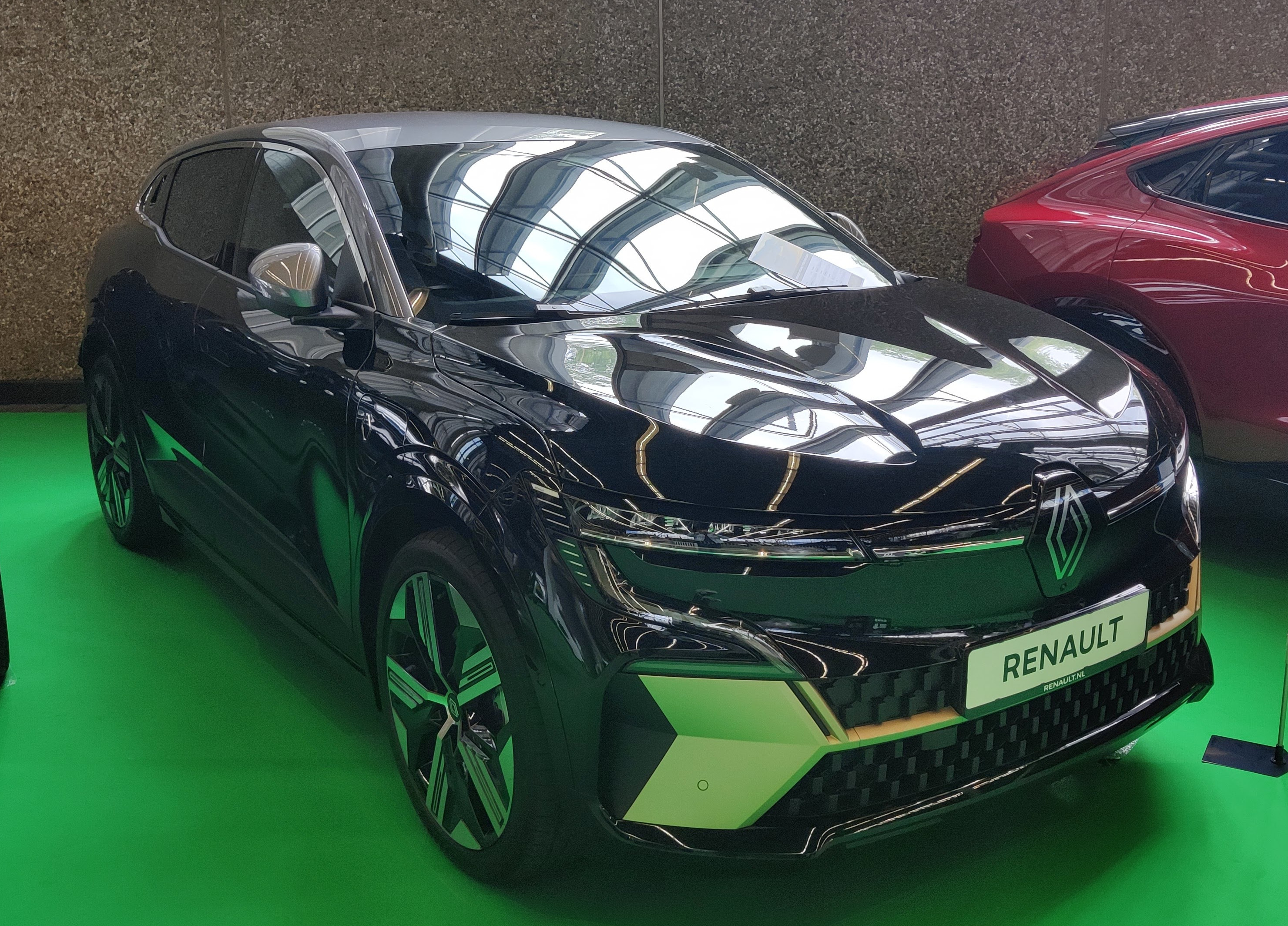
Een zwarte Mégane op de Fully Charged Show in 2022
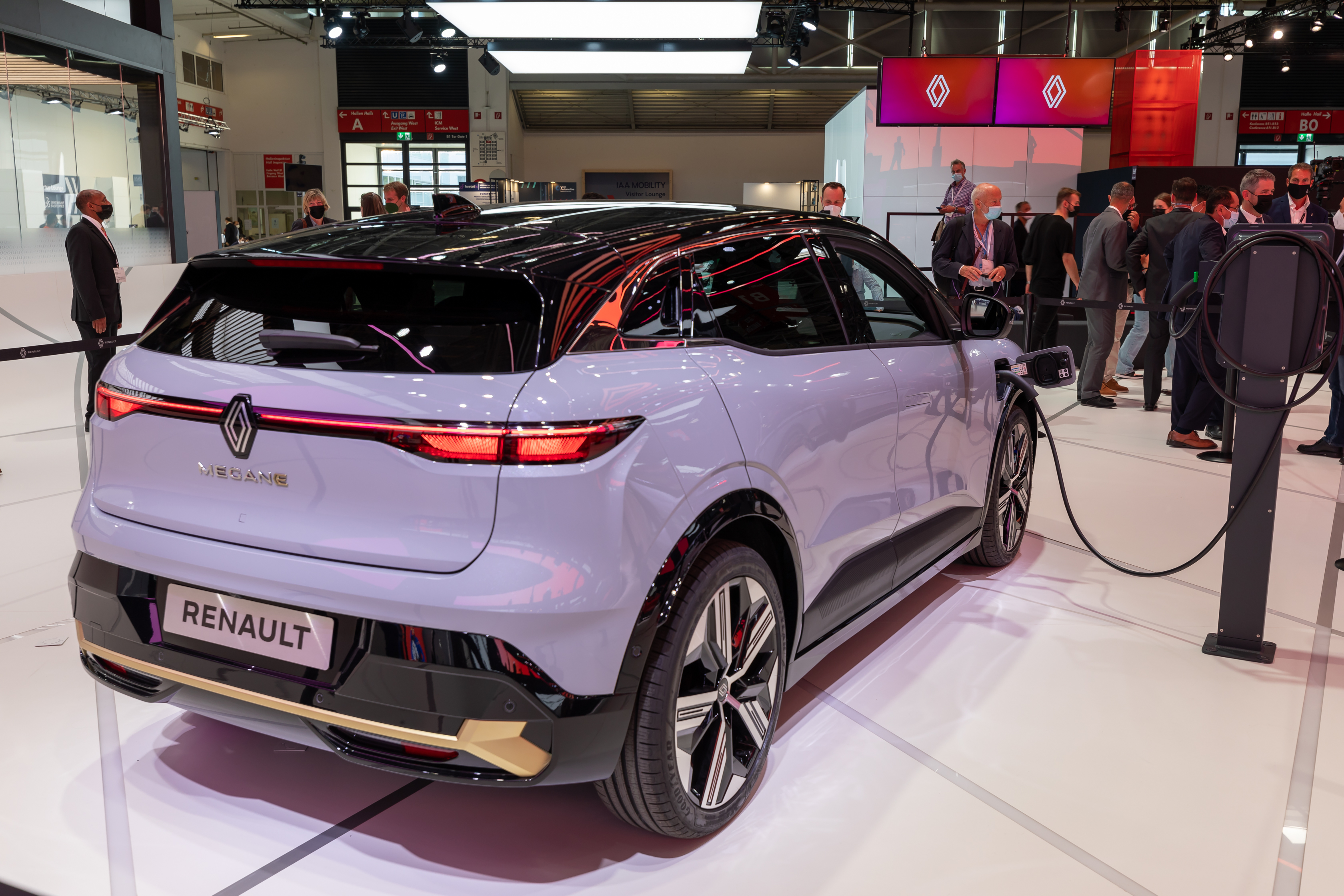
Achterzijde van de Mégane
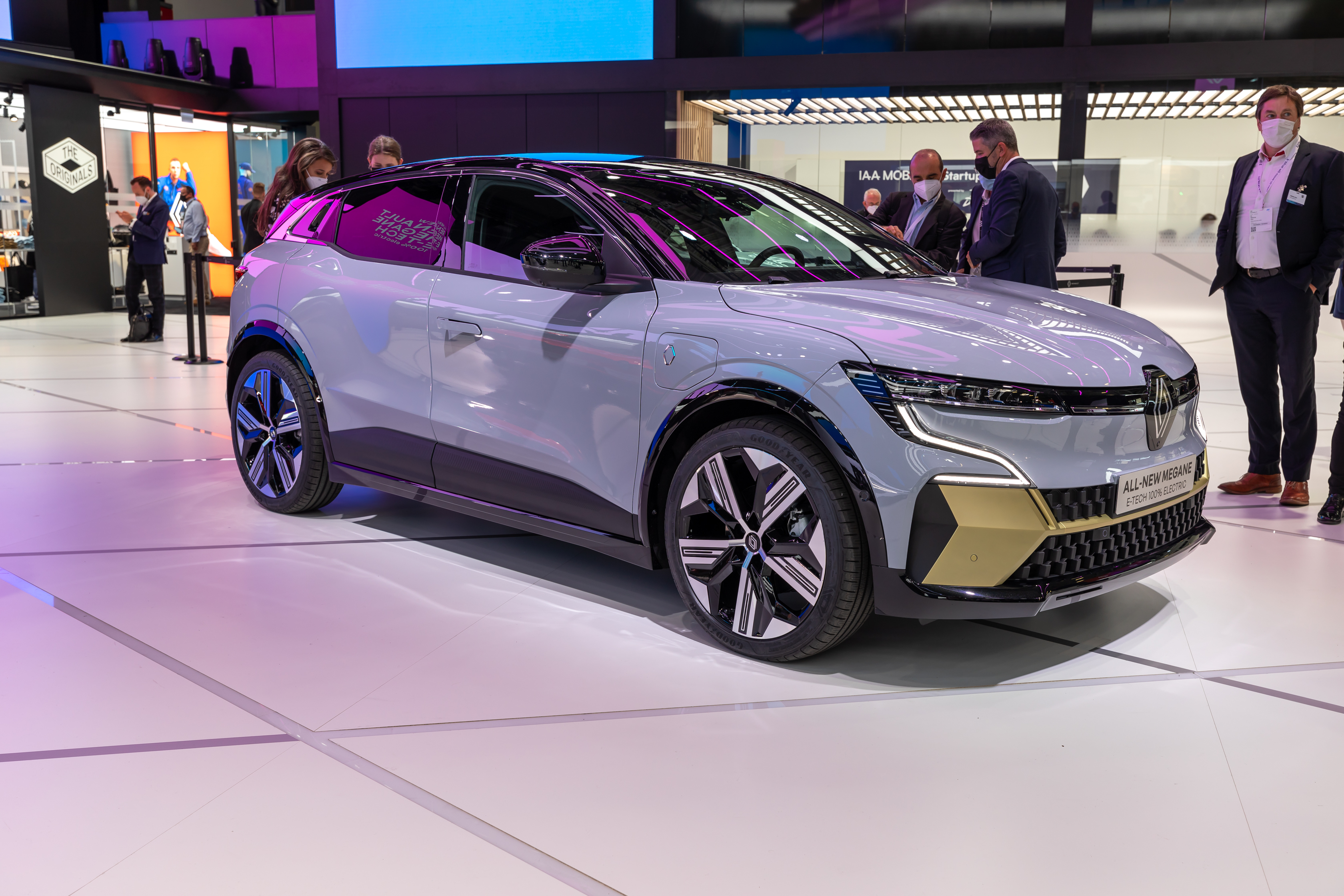
Voorzijde van de Mégane